# Sandra Nurmsalu

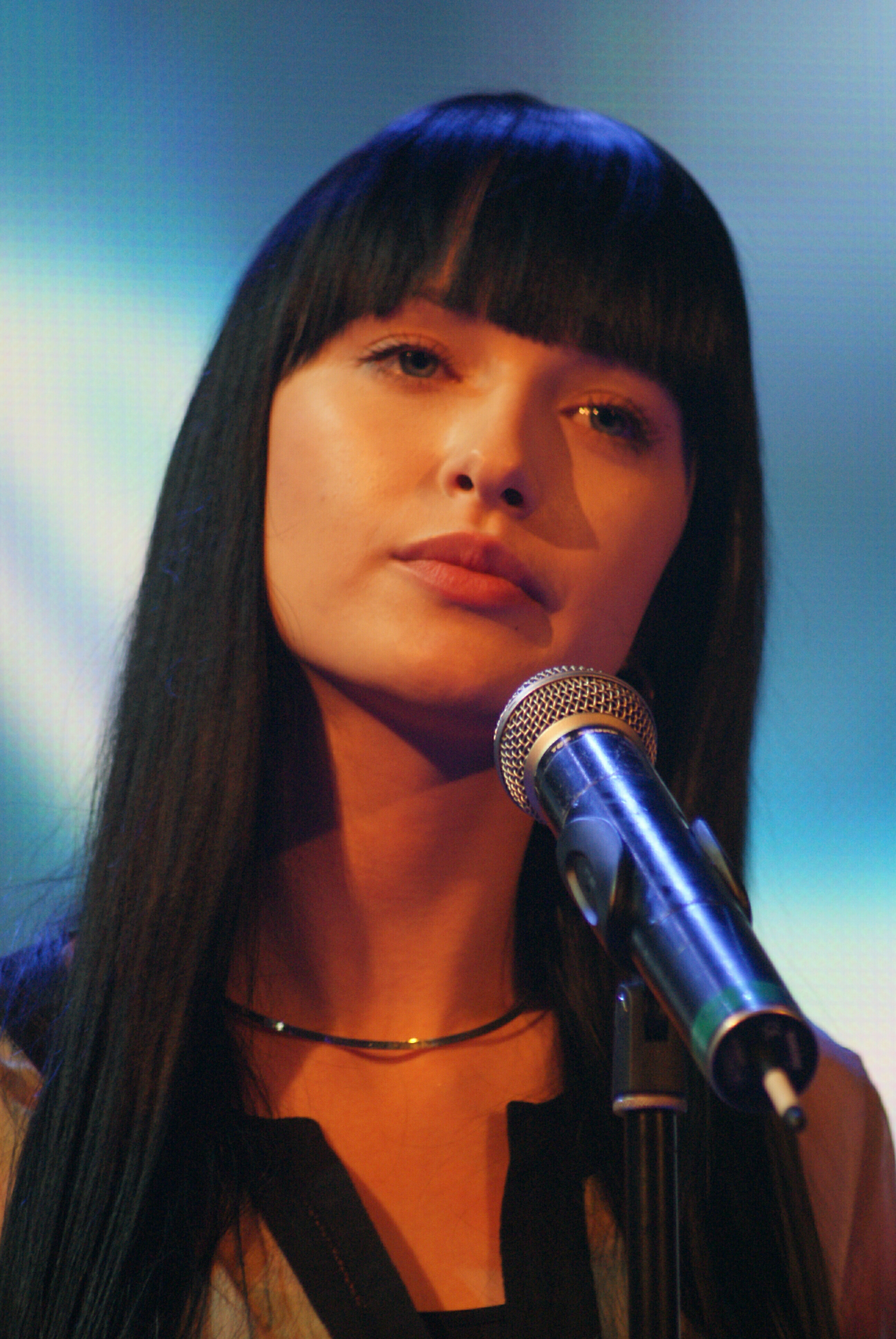
Sandra Nurmsalu (2009)

Sandra Nurmsalu (ur. 6 grudnia 1988) – estońska piosenkarka i skrzypaczka. Pochodzi z miejscowości Alavere (północna Estonia). Jest znana z udziału w show Kaks takti ette. Była członkinią folkowego zespołu Pillipiigad przez siedem lat i zespołu Virre przez trzy lata. Gry na skrzypcach uczy się od dziesiątego roku życia. W 2007 powstał zespół Urban Symphony (z ang. „miejska symfonia”), w którym śpiewa i gra na skrzypcach. W 2009 wraz z zespołem reprezentowała Estonię na Konkursie Piosenki Eurowizji w Moskwie, zajmując szóste miejsce z piosenką „Rändajad” (z est. „Wędrowcy”).
Wystąpi w estońskich eliminacjach do Eurowizji, Eesti Laul 2019 z piosenką „Soovide puu”.